# Agírda
Agírda är en ort i Cypern.   Den ligger i distriktet Eparchía Kerýneias, i den nordöstra delen av landet, 16 km nordväst om huvudstaden Nicosia. Agírda ligger 296 meter över havet och antalet invånare är 745. Den ligger på ön Cypern.
Terrängen runt Agírda är kuperad norrut, men söderut är den platt. Trakten runt Agírda är ganska glesbefolkad, med 25 invånare per kvadratkilometer. Närmaste större samhälle är Nicosia, 16,1 km sydost om Agírda. Trakten runt Agírda är i huvudsak ett öppet busklandskap.
Medelhavsklimat råder i trakten. Årsmedeltemperaturen i trakten är 22 °C. Den varmaste månaden är augusti, då medeltemperaturen är 36 °C, och den kallaste är januari, med 10 °C. Genomsnittlig årsnederbörd är 474 millimeter. Den regnigaste månaden är december, med i genomsnitt 108 mm nederbörd, och den torraste är augusti, med 1 mm nederbörd.